# Carabantes
Carabantes település Spanyolországban, Soria tartományban. Carabantes Reznos, Berdejo, Bijuesca, Deza és Quiñonería községekkel határos. Lakosainak száma 22 fő (2024).

## Népesség
A település népessége az elmúlt években az alábbi módon változott:
| Lakosok száma | 38   | 33   | 29   | 24   | 23   | 22   | 19   | 15   | 13   | 22   |
|               | 2001 | 2004 | 2007 | 2009 | 2012 | 2014 | 2017 | 2019 | 2022 | 2024 |